# Hong Jin-young
Hong Jin-young (em coreano:  홍진영; nascida em 9 de agosto de 1985) é uma cantora de trot e atriz sul-coreana.

## Carreira
Jin-young iniciou sua carreira artística em 2006, atuando no drama histórico Yeon Gae Somun (연개소문).
Em 2007, iniciou sua carreira musical com SWAN, um girl group coreano junto com Han Ji-na, Heo Yoonmi e Kim Yeon-ji com a música "Call Me When You Hear This Song". Em 2009, a agência decidiu que ela viraria uma cantora trot com seu primeiro single digital, Love's Battery. Em 3 de agosto de 2010, ela fez seu comeback com seu novo single digital chamado "My Love". Em junho de 2011, a cantora, junto com vários outros artistas sul-coreanos, cantou Changwon Sports Complex num concerto chamado "Changwon's First Anniversary Hope Concert, We Are". Três anos depois, ela retornou com o single "Boogie Man" em março de 2013.
Em 2014, ela participou do programa We Got Married em um casamento virtual com Namkoong Min. Ela apareceu também no Running Man junto com Baek Ji-young, Fei do miss A, Kang Seung-hyun e Lee Guk-joo. E também, no Strong Heart e em um episódio especial do Happy Together.
Em 2017, a cantora participou da segunda temporada do reality-show Sister's Slam Dunk junto com Minzy, Jeon So-mi, Kim Sook, Hong Jin-kyung, Kang Ye-won, Han Chae-young.

## Discografia

### Extended plays(EP)
| Título                            | Detalhes do álbum                                                                                       | Melhores posições nas paradas | Vendas     |
| Título                            | Detalhes do álbum                                                                                       | KOR                           | Vendas     |
| --------------------------------- | --- | ----------------------------- | ---------- |
| Life Note                         | - Lançamento: 6 de novembro de 2014 - Formatos: CD, download digital - Gravadora: Music K Entertainment | 18                            | - : 1,195+ |
| The Most Beautiful Moment in Life | - Lançamento: 24 de março de 2016 - Formatos: CD, download digital - Gravadora: Music K Entertainment   | 27                            | - : 965+   |

### Singles
| Título                                                                                   | Ano  | Melhores posições nas paradas | Vendas       | Álbum                             |
| Título                                                                                   | Ano  | KOR                           | Vendas       | Álbum                             |
| ---------------------------------------------------------------------------------------- | ---- | ----------------------------- | ------------ | --------------------------------- |
| "Love Battery" (사랑의 배터리)                                                           | 2009 | —                             | —            | single digital                    |
| "My Love" (내 사랑)                                                                      | 2010 | 68                            | —            | single digital                    |
| "Boogie Man" (부기맨)                                                                    | 2013 | 88                            | - : 69,566+  | single digital                    |
| "Itaewon Battery" (이태원 배터리)                                                        | 2014 | 81                            | - : 38,123+  | single digital                    |
| "Cheer Up" (산다는 건)                                                                   | 2014 | 19                            | - : 688,743+ | Life Note                         |
| "Give Me Back My Youth" (청춘을돌려다오)                                                 | 2014 | —                             | —            | 미스터 백 (Mr. Back) OST Part. 3  |
| "Love Wifi" (사랑의 와이파이)                                                            | 2015 | 39                            | - : 72,791+  | single digital                    |
| "Thumb Up" (엄지 척)                                                                     | 2016 | —                             | - : 33,970+  | The Most Beautiful Moment in Life |
| "The Moon Represents My Heart" (기다리는 마음)                                           | 2016 | 94                            | - : 18,473+  | single digital                    |
| "Loves Me, Loves Me Not"                                                                 | 2017 | 86                            | - : 18,114+  | single digital                    |
| "You are My Flower" (com partipação de DIA e Kim Yon-ja)                                 | 2017 | —                             | —            | Yolo                              |
| "—" indica lançamentos que não figuraram nas paradas ou não foram lançados nessa região. |      |                               |              |                                   |